# Феський емірат
Феський емірат  — ранньосередньовічна берберська держава в далекому Магрибі. Утворилася 986 року як частина Кордовського халіфату. 1012 року внаслідок занепаду халіфату здобуває незалежність. Вів тривалі війни з сусідами за панування в далекому Магрибі. 1067 року підкорено Альморавідами.

## Історія
З 910-х років починаються війни між Фатімідами і Ідрісідами, внаслідок чого 917 року перші захоплюють Фес, де утворюють власне намісництво на чолі із валі Масламою ібн Хабусом. Втім у 927 році Ідрісиди відвойовують Фес, але остаточно втрачають його до 937 року. Водночас з 40-х років в боротьбу втручається Кордовський халіфат.
Запеклі кампанії тривали у 973—980 роках. В них на боці кордовських володарів брало участь плем'я північних магравів з берберської конфедерації зената. На його чолі стояв Мухаммед ібн аль-Хайр. До 986 року Кордовський халіфат витіснив Фатімідів з далекого Магрибу, закріпившись в Фесі. Тут було призначено власного валі Ядду ібн Яла з Іфранідів. Втім вже з 988 року вагу набувають Атійя та його сини Мукатіл і Зірі. Останній отримав 989 року титул еміра.
У 993 році зірі ібн Атійя успішно воював проти Іфранідів та Зірідів. 994 року стає все більш незалежним й засновує нову столицю — Вайду. 997 року повстав проти кордовського хаджиба Аль-Мансура, проте зазнав поразки в битві біля Ва-Рабат. Зірі ібн Атійя втік до центрального Магрибу, де в Тахерті намагався створити власну державу, воюючи до 1001 року проти Зірідів.
Проте вже 999 року син Зірі ібн Атійї — аль-Муїзз — призначається валі Фесу. 1002 року він стає очільником усього Далекого Магрибу (Магриб аль-Акса). 1012 року внаслідок розпаду Кордовського халіфату оголошує незалежність. Саме з цього часу виникає Феський емірат в міжнародних відносинах. Втім невдовзі починається боротьба проти Сіджильмаського емірату, де правила династія Хазрунидів з південних маграва. Феський емірат до 1017 року зазнав поразки, втративши володіння в долині річки Мулуя. Разом з тим вдалося завдати поразки Іфранідам з Тлемсену, захопивши саме місто, де було встановлено владу родичів Аль-Муїзза ібн Зірі.
Після смерті Аль-Муїзза починається ослаблення емірату. 1032 року Іфраніди з Шелли виступили проти Феського емірату, захопивши 1033 року його столицю. Лише 1038 року вдалося відвоювати Фес. За цим почалася тривала війна з Хаммадідами, які 1039 року завдали поразки феським військам.
1041 року після нетривалої боротьби владу в еміраті зміцнив Дунас ібн Хамама, онук аль-Муїзза. З 1060 року Феський емірат входить період внутрішньої боротьби за владу, чим користуються Хаммадіди, війська яких час від часу вдираються. Зрештою все це призвело до ослаблення держави. З 1063 року починаються війни з Альморавідами. Після запеклої боротьби 1069 року місто Фес було захоплено, еміра Таміма — страчено, Феський емірат — приєднано до Держави Альморавідів.

## Територія
Охоплював землі сучасного північного Марокко: на заході межував з Тлемсеном (володіння доходили до сучасного мароккано-алжирського кордону). На півночі межував з Мелільською і Сеутською тайфами, на заході — з Іфранідами в Шеллі, на півдні — Сіджильмаським еміратом.

## Еміри
- Зірі ібн Атійя (989—997)
- титул ліквідовано
- Аль-Муїзз ібн Зірі (999—1026)
- Хамама ібн аль-Муїзз (1026—1033), вперше
- захоплено Іфранідами
- Хамама ібн аль-Муїзз (1038—1041), вдруге
- Абу Аттаф Дунас (1041—1060)
- Аль-Фатух ібн Дунас (1060), вперше
- Аджиша ібн Дунас (1060—1062)
- Аль-Фатух ібн Дунас (1062), вдруге
- підкорено Хаммадидами
- Муансар ібн Хамад (1063—1067)
- Тамім ібн Муансар (1067—1069)